# Davor Čop
Pour les articles homonymes, voir Čop.
Davor Čop (né le 31 octobre 1958 à Rijeka en RFS Yougoslavie) est un footballeur et entraîneur croate.

## Palmarès
- Hajduk Split
  - Champion de Yougoslavie en 1979.
  - Vainqueur de la coupe de Yougoslavie en 1977 et 1984.

- Dinamo Vinkovci
  - Meilleur buteur du championnat de Yougoslavie en 1986 avec 22 buts.